# Septoria adoxae
Septoria adoxae är en svampart som beskrevs av Fuckel 1874. Septoria adoxae ingår i släktet Septoria och familjen Mycosphaerellaceae.   Inga underarter finns listade i Catalogue of Life.